# Pseudoliarus circularis
Pseudoliarus circularis är en insektsart som beskrevs av Dlabola 1981. Pseudoliarus circularis ingår i släktet Pseudoliarus och familjen kilstritar. Inga underarter finns listade i Catalogue of Life.